# Pioche
Pioche é uma comunidade não incorporada e região censitária do condado de Lincoln, estado do Nevada, nos Estados Unidos. Fica a 290 quilómetros a nordeste de Las Vegas. Fica localizada a uma altitude de  1.850 metros. Pioche é a sede do condado de Lincoln. O seu nome deriva de François Louis Alfred Pioche, um financista e especulador financeiro de  San Francisco, originário de  França.  Segundo o censo realizado em 2010, Pioche tinha uma população de 1002 habitantes.

## História
A primeira colonização por brancos na área ocorreu em 1864 quando da abertura de uma mina de prata. Os colonos abandonaram a área quando os povos indigenas ofereceram resistência à colonização. A recolonização voltou em 1868 e François Pioche comprou a vila em 1869. Nos inícios da década de 1870 Pioche cresceu e tornou-se numa das mais importantes cidades mineiras de prata no estado do Nevada.
A vila tinha a reputação de ser uma das mais violentas do Velho Oeste. Uma tradição local afirma que 72 homens foram mortos em tiroteios, antes da primeira morte natural ocorrida no campo mineiro. A lenda ficou imortalizada pela criação do Boot Hill, um monumento da cidade.

## Moonumentos e atrações
Pioche é conhecida pelo seu "Million Dollar Courthouse", edificado em 1872. O custo original de  $88,000 largamente utltapassou as estimativas iniciais e foi financiado e refinanciado por obrigações que totalizaram aproximadamente $1 million. Pioche na atualidade possui os escritórios administrativos e tem uma das velhas escolas do estado.
Próximo do  courthouse fica o velho  Mountain View Hotel, onde se diz que o presidente Herbert Hoover teve hospedado em 1930. Construído em 1895, servia as necessidades dos dignitários que visitavam Pioche. Se bem que o edifício não seja na atualidade um hotel, é um exemplo da arquitetura de final do século XIX no Oeste. Existe um outro hotel na cidade, o "Overland" que ainda está funcionando, com 14 quartos.
Durante o Labor Day em setembro, a população aumenta por causa de eventos como fogos de artifício, cenas teatrais revivendo a vida quotidiana dos mineiros. 
A vila de Pioch é o marco histórico n.º 5 do estado do Nevada .